# Abderrazak Bounour
Pour les articles homonymes, voir Bounour.
Abderrazak Bounour, né le 11 janvier 1957 à Annaba, est un athlète algérien, spécialiste des courses de fond.

## Biographie
Il remporte la médaille d'or du 5 000 mètres lors des championnats d'Afrique 1984, à Rabat au Maroc, dans le temps de 13 min 41 s 94.

### Palmarès
| Date | Compétition            | Lieu  | Résultat | Épreuve | Performance    |
| ---- | ---------------------- | ----- | -------- | ------- | -------------- |
| 1984 | Championnats d'Afrique | Rabat | 1er      | 5 000 m | 13 min 41 s 94 |
| 1985 | Jeux panarabes         | Rabat | 2e       | 5 000 m | 14 min 10 s 27 |

### Records
| Épreuve  | Performance    | Lieu      | Date           |
| -------- | -------------- | --------- | -------------- |
| 5 000 m  | 13 min 57 s 93 | Helsinki  | 10 août 1983   |
| 10 000 m | 28 min 0 s 73  | Stockholm | 2 juillet 1985 |